# 郝耀東
郝耀東（1892年1月10日—1969年3月10日），字照初。陝西省長安縣杜永村人。民國37年（1948年）在教育會西北區當選第一屆立法委員

## 生平[1][2]
9歲時就讀村塾，14歲就學於咸寧高等小學堂，18歲考入西安府實業中學。辛亥中，曾任張鳳翽秦隴復漢軍都督府譯電員。民國初年考入上海中國公學大學預科，1916年轉入天津北洋大學法科。1920年考取教育部公費留美生。到美國，初入加利福尼亞大學文學院，後轉入史丹佛大學。1924年取得該大學教育碩士學位。同年8月又進入紐約哥倫比亞大學師範學院做研究工作一年。在美、英、中等9國遠東太平洋問題會議後，聯合中國留學生成立了「華盛頓會議後援會」，在美國報紙上寫文章，反對日本侵略中國。1925年8月回國後任國立西北大學教授兼學生指導員。1930年到安徽大學任教育系教授，兼教育系主任。1938年2月任西安臨時大學（後改名為西北聯合大學）教授。1944年8月，陝西省政府請創辦陝西省立師範專科學校任校長。1948年8月到安徽大學任教，參加了李蒸和盧郁文（兩人後隨張治中到北京擔任和談代表）等人組織的第三條路線集團。1949年2月，又回到西北大學任教育系教授。1949年後，留居大陸，先後在西安師範學院、陝西師範大學教育系工作，1965年9月退休，仍任西安市政協常務委員、陝西省民主促進會常務委員等職。「文化大革命」中，受到殘酷批鬥。1969年3月10日病逝於西安。